# Silnice II/242
Silnice II/242 je komunikací II. třídy spojující město Roztoky s Prahou v severojižním směru. Dříve se toto silniční spojení nazývalo velvarská silnice. V Praze začíná v Sedlci na větvení ulic Roztocké a Kamýcké, úsek směrem od Prahy je veden jako místní komunikace. V Roztokách končí na křižovatce s ulicí Rýznerovou, serpentinou do horní části Roztok a dále do Velkých Přílep pokračuje již jen jako silnice III/2421.
V letech 2006–2010 byla část této komunikace přeložena, důvodem bylo odstranění úrovňového křížení s železniční tratí Praha – Kralupy nad Vltavou. Během stavebních prací byl proveden rozsáhlý záchranný archeologický průzkum.
V nejbližších letech[kdy?] by se silnice měla rekonstruovat a i rozšířit kvůli plánované turistické trase, která propojí[kdy?] Roztoky se Sedlcem a následovně i s Klecany. K plánovaným projektům patří i cyklostezka a lávka mezi Roztoky a Klecany.
V letech 2020–2022 by měla proběhnut rekonstrukce silničního průtahu Roztok – ulic Nádražní, Lidické a Přílepské (silnice II/242 a navazující III/2421). Silnice II/242 by se tím měla prodloužit.